# Glover Morrill Allen taxonjai
Ezen a listán azok a taxon nevek szerepelnek, amelyeket Glover Morrill Allen (1879–1942) alkotott. Azok a taxon nevek, amelyek nincsenek belinkelve, manapság csak szinonimaként használtak (az alábbi lista nem teljes):

## Emlősök

### Páncélos vendégízületesek
- Dasypus novemcinctus hoplites G. M. Allen, 1911

### Párosujjú patások
- Rangifer tarandus caboti (G. M. Allen, 1914)
- floridai fehérfarkú szarvas (Odocoileus virginianus clavium) Barbour & G. M. Allen, 1922
- feketelábú muntyákszarvas (Muntiacus muntjak nigripes) G. M. Allen, 1930

### Denevérek
- Scabrifer G. M. Allen, 1908 - Eptesicus
- Plecotus sacrimontis G. M. Allen, 1908

### Eulipotyphla
- Scutisoricinae G. M. Allen, 1917 - fehérfogú cickányok
- Crocidura rapax G. M. Allen, 1923
- Crocidura vorax G. M. Allen, 1923
- Myosorex geata (G. M. Allen & Loveridge, 1927)
- Chodsigoa parca (G. M. Allen, 1923)
- Chodsigoa parva G.M. Allen, 1923
- Sorex excelsus G. M. Allen, 1923
- Nesophontes micrus G.M. Allen, 1917

### Ragadozók
- új-foundlandi farkas (Canis lupus beothucus) G. M. Allen & Barbour, 1937

### Tobzoskák
- Phataginus tricuspis mabirae G. M. Allen & Loveridge, 1942

### Rágcsálók

#### Egéralkatúak

##### Ugróegérfélék
- góbi lófejű ugróegér (Allactaga bullata) G. M. Allen, 1925
- Stylodipus G. M. Allen, 1925
- Stylodipus andrewsi G. M. Allen, 1925

##### Földikutyafélék
- Eospalax G. M. Allen, 1938

##### Madagaszkáriegér-félék
- Saccostomus cricetulus G. M. Allen & Lawrence, 1936 - Saccostomus mearnsi
- kúszóegérformák (Dendromurinae) G. M. Allen, 1939
- Dendromurinae G. M. Allen, 1939 - kúszóegérformák

##### Hörcsögfélék
- Lasiopodomys faeceus (G. M. Allen, 1924) - Lasiopodomys mandarinus
- Microtus koreni G. M. Allen, 1914 - északi pocok
- Dicrostonyx exsul G. M. Allen, 1919 - alaszkai örvöslemming
- Dicrostonyx chionopaes G. M. Allen, 1914 - szibériai örvöslemming
- Ellobius larvatus G. M. Allen, 1924 - Ellobius tancrei
- Ellobius orientalis G. M. Allen, 1924 - Ellobius tancrei
- Lemmus paulus G. M. Allen, 1914 - szibériai lemming
- Myopus thayeri G. M. Allen, 1914 - erdei lemming
- Alticola semicanus G. M. Allen, 1924
- Caryomys aquilus (G. M. Allen, 1912) - Caryomys eva
- Eothenomys rubellus (G. M. Allen, 1924) - Eothenomys custos
- Eothenomys aurora (G. M. Allen, 1912) - Eothenomys melanogaster
- Eothenomys mucronatus (G. M. Allen, 1912) - Eothenomys melanogaster
- mongol törpehörcsög (Allocricetulus curtatus) G. M. Allen, 1925
- Cansumys G. M. Allen, 1928
- gansui törpehörcsög (Cansumys canus) G. M. Allen, 1928
- Cricetulus nigrescens G. M. Allen, 1925 - hosszúfarkú törpehörcsög
- Tscherskia collinus (G. M. Allen, 1925) - koreai törpehörcsög
- Tscherskia fuscipes (G. M. Allen, 1925) - koreai törpehörcsög
- Sigmodon exsputus G. M. Allen, 1920 - Sigmodon hispidus
- Oecomys trabeatus G. M. Allen & Barbour, 1923 - Oecomys bicolor

##### Egérfélék
- Gerbilliscus flavipes (Allen, 1914) - Gerbilliscus kempi
- Gerbilliscus soror (Allen, 1914) - Gerbilliscus kempi
- Taterillus melanops Allen, 1912 - Taterillus harringtoni
- Otomys lacustris G. M. Allen & Loveridge, 1933
- Apodemus euxinus G. Allen, 1914 - szirti erdeiegér
- Niviventer zappeyi (G. M. Allen, 1912) - Niviventer confucianus
- Niviventer vulpicolor (G. M. Allen, 1926) - Niviventer fulvescens
- Niviventer lotipes (G. M. Allen, 1926)
- Hapalomys marmosa G. M. Allen, 1927 - Hapalomys delacouri
- Vernaya fulva G. M. Allen, 1927
- Chiropodomys fulvus G. M. Allen, 1927 - Vernaya fulva
- Mus ablutus G. M. Allen & Loveridge, 1939 - kongói egér
- Mus gerbillus (G. M. Allen & Loveridge, 1933) - Mus tenellus
- Mus meator (G. M. Allen, 1927) - Mus pahari
- Mus tantillus G. M. Allen, 1927 - házi egér
- Grammomys ochraceus (G. M. Allen, 1912) - Grammomys macmillani
- Grammomys vumbensis G. M. Allen, 1939 - Grammomys macmillani
- Thamnomys kivuensis G. M. Allen & Loveridge, 1942 - Thamnomys venustus
- Rattus celsus G. M. Allen, 1926 - Rattus pyctoris
- Rattus hainanicus G. M. Allen, 1925 - Rattus andamanensis
- Hylomyscus simus G. M. Allen & Coolidge, 1930 - Hylomyscus alleni
- Praomys melanotus G. M. Allen & Loveridge, 1933 - Praomys delectorum

#### Pikkelyesfarkúmókus-alkatúak
- Pedetes taborae G. M. Allen & Loveridge, 1927 - Pedetes surdaster

#### Sülalkatúak
- Hystrix brachyura papae (Allen, 1927) - Hystrix brachyura subcristata
- Heterocephalus stygius Allen, 1912 - csupasz turkáló
- törpe hutia (Mesocapromys nanus) G. M. Allen, 1917